# Карони
Карони (шп. Caroni) је река у Венецуели, притока реке Ориноко.

## Основни подаци
Река је дуга 920 km и има слив површине 97.000 km². Извире у падинама планине Сијера Пакарајма. Река протиче кроз Гвајански штит, формирајући бројне брзаке и водопаде, а последњи од њих су такозвани „Доњи водопади" са укупном висином од 40 метара и налази се 8 km од ушћа реке. Поплаве које проузрокује река Карони су честе и трају од маја до октобра.

## Хидропотенцијал
Просечни годишњи проток воде је око 4800 м/с, а максимално до 17.000 м/с. Река је пловна за 100км од ушћа. Најважнија река у Венецуели за хидроенергетски потенцијал (10,5 МВ), и то само у доњем делу реке Карони, од ушће леве притоке, реке Парагва. Изграђене су и бројне хидроелектране, а најпознатије су Макагуа и Гури. У близини ушћа реке Карони налази се лука и индустријски центар који се брзо развија, Сијудад Гвајана.

## Водопади
У базену реке Карони, осим Доњих водопада, налазе се и Анђеоски водопад који су и највиши водопади на свету.